# 成田秀将
成田 秀将（なりた ひでゆき、1993年9月23日 - ）は、日本の元アルペンスキー選手。

## 経歴
北海道恵庭市出身。北海道恵庭市立恵北中学校から北照高等学校、東海大学国際文化学部地域創造学科卒業（4年次スキー部主将）2017年2月よりミキハウス所属、マネジメント会社は株式会社クロスブレイス。
2022年3月に行われた、FIS宮様大会を最後に引退。回転種目で1位を獲得する有終の美であった。

## 使用マテリアル
| ブランド名       | カテゴリー                         |
| ---------------- | ---------------------------------- |
| サロモン         | スキー・ビンディング・ブーツ       |
| ミズノ           | ウェア・レーシングスーツ・グローブ |
| スウィックス     | ポール・ワックス                   |
| エムシ           | アイウェア                         |
| エネルジアプーラ | プロテクター                       |
| HALEO            | サプリメント                       |
| BOOSTER          | ブーツストラップ                   |

## 主な支援者・スポンサー
- 脳外科医　福島孝徳先生（2015/2016シーズンはヘルメットに、TAKA brain championとロゴが貼られた）
- 有限会社コマクサファーム（2015/2016シーズンよりレーシングワンピースの左腕のロゴが貼られている）
- ミキハウス（2017年2月より所属契約）
- 株式会社クロスブレイス（2017年2月よりマネジメント契約）

## 日本代表歴
- 高校1年次より高校２年次まで全日本ナショナルチームジュニア強化指定
- 高校3年次より全日本ナショナルチーム強化指定（現在に至る）

## 国際大会代表歴
世界ジュニア選手権代表
| 年度      | 開催地             | 国名       |
| --------- | ------------------ | ---------- |
| 2010年1月 | メジェーブ         | フランス   |
| 2011年2月 | クランス・モンタナ | スイス     |
| 2012年3月 | ロカロッソ         | イタリア   |
| 2014年2月 | ヤスナ             | スロバキア |

ユニバーシアード代表
| 年度       | 開催地                   | 国名         | 男子複合 | 男子回転 | 男子大回転 |
| ---------- | ------------------------ | ------------ | -------- | -------- | ---------- |
| 2013年12月 | ポッツァ・ディ・ファッサ | イタリア     | ５位     | 10位     | 26位       |
| 2017年2月  | アルマトイ               | カザフスタン | 8位      | 4位      | 31位       |

第8回冬季アジア大会
| 年度      | 開催地 | 国名 | 男子回転 | 男子大回転 |
| --------- | ------ | ---- | -------- | ---------- |
| 2017年2月 | 札幌   | 日本 | 3位      | 3位        |

## 獲得タイトル
| 日時      | 開催場所           | 大会名                         | 種目           | 備考       |
| --------- | ------------------ | ------------------------------ | -------------- | ---------- |
| 2008年2月 | 石川県白山白峰温泉 | 第45回全国中学校スキー大会     | 回転           | 中学2年次  |
| 2012年2月 | 山形県蔵王温泉     | 第61回全国高等学校スキー大会   | 回転           | 高校3年次  |
| 2012年2月 | 長野県白馬村       | 第90回全日本選手権             | スーパー大回転 | 高校3年次  |
| 2013年2月 | 岩手県安比高原     | 第86回全日本学生選手権         | 大回転         | 大学１年次 |
| 2013年2月 | 岩手県安比高原     | 第86回 全日本学生選手権        | 回転           | 大学１年次 |
| 2013年2月 | 岩手県安比高原     | 第86回全日本学生選手権         | 大回転         | 大学１年次 |
| 2013年2月 | 秋田県鹿角市       | 第68回国民体育大会男子成年A 組 | 大回転         | 大学１年次 |
| 2014年2月 | 山形県蔵王温泉     | 第69回国民体育大会男子成年A 組 | 大回転         | 大学2年次  |
| 2015年2月 | 群馬県片品村       | 第70回国民体育大会男子成年A 組 | 大回転         | 大学3年次  |
| 2015年2月 | 新潟県湯沢         | 第93回全日本選手権             | 回転           | 大学3年次  |
| 2017年4月 | 長野県野沢温泉     | 第95回全日本選手権             | 大回転         | ミキハウス |

### FAR EAST CUPタイトル獲得歴
| 年度      | 種目           |
| --------- | -------------- |
| 2013/2014 | スーパー大回転 |
| 2014/2015 | 総合優勝       |
| 2014/2015 | 大回転         |
| 2014/2015 | スーパー大回転 |

この成績により2015/2016のFIS WORLD CUP個人出場権利を獲得

### FIS WORLD CUP アルペンスキー出場歴
2014/2015にフィンランドのLeviで開催されたワールドカップ スラロームに初出場、最後の急斜面で転倒してしまうがスイッチバックし、レースを続けた。
2015/2016は個人参加権利を行使し、バルディゼールGSとSL、アルタバディアGSとガルミッシュ・パルテンキルヒェンGS、ヒンターステューダーGS、クランジスカ・ゴラGSとSLを除くレースに出場した。
2016/2017は大回転の個人権利を行使し、ゾルデンGSとアメリカ・ベイルビーバークリークの代替レースとなったバルディゼールGS、正式スケジュールされていたバルディゼールGSとイタリアのアルタバディアGSに出場、回転は日本チーム内のタイムレースを勝ち抜き、マドンナ・ディ・カムピリオSL、ウェンゲンSL、シュラドミングSLに出場した。
| 日程     | 種目   | 開催地                     | 開催国       | 順位           |
| -------- | ------ | -------------------------- | ------------ | -------------- |
| 10月25日 | 大回転 | ソルデン                   | オーストリア | 53位           |
| 12月7日  | 大回転 | ビーバークリーク           | アメリカ     | 50位           |
| 12月22日 | 回転   | マドンナ・ディ・カムピリオ | イタリア     | １本目途中棄権 |
| 1月6日   | 回転   | サンタカテリナ             | イタリア     | 47位           |
| 1月10日  | 回転   | アデルボーデン             | スイス       | 52位           |
| 1月17日  | 回転   | ウェンゲン                 | スイス       | 39位           |
| 1月24日  | 回転   | キッツビューエル           | オーストリア | １本目途中棄権 |
| 1月26日  | 回転   | シュラドミング             | オーストリア | １本目途中棄権 |
| 2月13日  | 大回転 | 苗場                       | 日本         | 49位           |
| 2月14日  | 回転   | 苗場                       | 日本         | １本目途中棄権 |

2016/2017シーズン
| 日程     | 種目   | 開催地                     | 開催国       | 順位     |
| -------- | ------ | -------------------------- | ------------ | -------- |
| 10月23日 | 大回転 | ゾルデン                   | オーストリア | 途中棄権 |
| 12月4日  | 大回転 | バルディゼール             | フランス     | 途中棄権 |
| 12月10日 | 大回転 | バルディゼール             | フランス     | 途中棄権 |
| 12月18日 | 大回転 | アルタバディア             | イタリア     | 50位     |
| 12月22日 | 回転   | マドンナ・ディ・カムピリオ | イタリア     | 途中棄権 |
| 1月15日  | 回転   | ウェンゲン                 | スイス       | 途中棄権 |
| 1月24日  | 回転   | シュラドミング             | オーストリア | 途中棄権 |